# Yokoyama Taikan

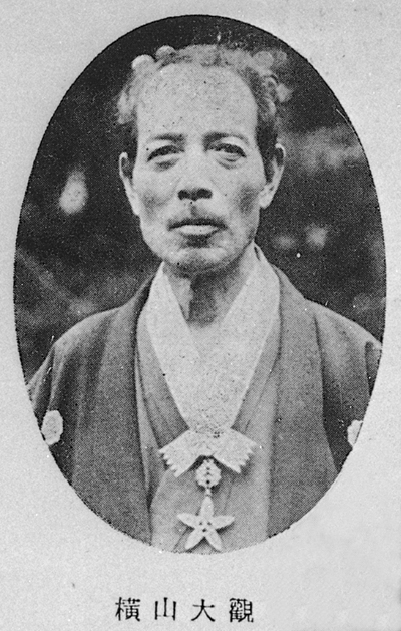
Yokoyama Taikan mit Orden

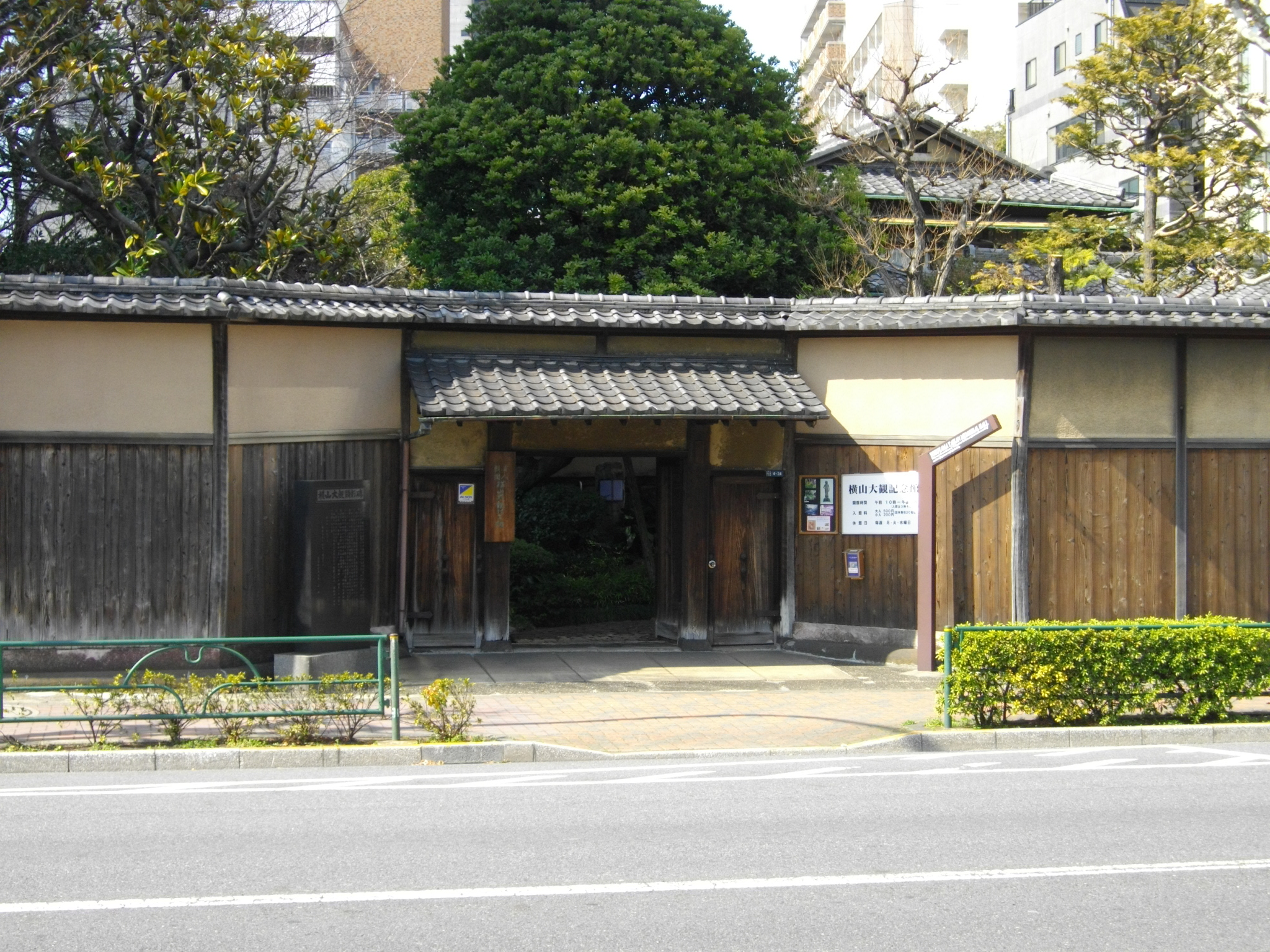
Taikans Residenz, jetzt Museum

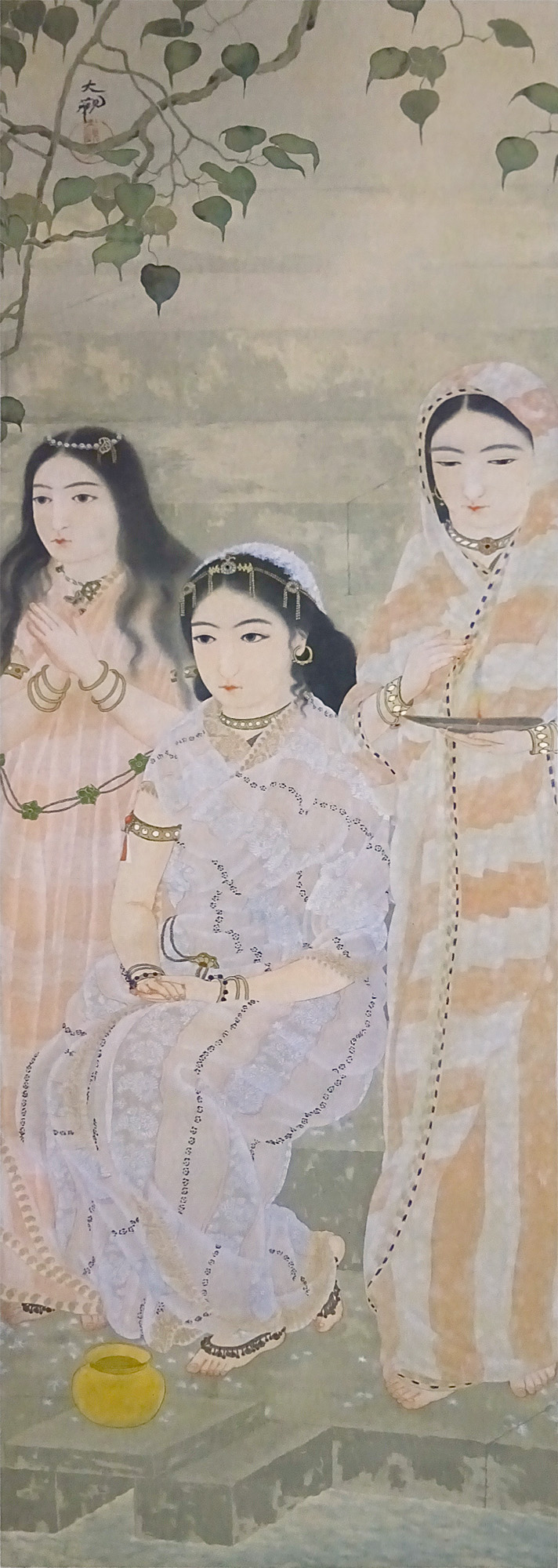
„Schwimmende Laternen“

Yokoyama Taikan (japanisch 横山 大観, eigentlich Sakai Hidemaro, 酒井 秀麿, Kindheitsname Hidematsu 秀松; geb. 2. November 1868 in Mito; gest. 26. Februar 1958 in Tokio) war ein japanischer Maler, einer ersten, der sich mit der Entwicklung eines modernen "japanischen Stils" – Nihonga – befasste.

## Leben und Werk
Yokoyama wurde als Sohn der Sakai-Familie geboren, die seit Generationen im Dienste der Mito-Tokugawa gestanden hatte, die sich nach der Meiji-Restauration nun mühsam mit Sake-Handel durchs Leben schlug. Als er aus dem Kindesalter heraus war, nannte er sich Yokoyama, um den Familiennamen der Mutter zu erhalten, und änderte seinen Vornamen in Hidemaro (秀麿). Er besuchte die 1885 gegründete „Sprachschule für Englisch“ zum Erlernen der englischen Sprache, nahm aber gleichzeitig Unterricht in Zeichnen unter Watanabe Bunzaburō (渡辺文三郎; 1853–1936).
Als Yokoyama 1887 die Schule beendete, erfuhr er, dass die Kunsthochschule Tokyo demnächst eröffnet werden würde und beschloss, traditionelle Malerei unter Yūki Masaaki (結城正明; 1840–1904) zu studieren. Bei der Eröffnung der Schule wurde er dann in die erste Ausbildungsklasse aufgenommen. Er studierte nun unter Hashimoto Gahō und erfuhr auch Förderung durch den Direktor der Schule, Okakura Tenshin, der ihn zu einer Weiterentwicklung der klassischen japanischen Malerei antrieb und dem er zeitlebens verbunden blieb. 1893 machte Yokoyama seinen Abschluss mit dem Bild „Dorfkinder beobachten einen alten Affen“ (村童観猿翁 Sondō kan en-ō), ein erstes Beispiel für die neue Malrichtung.
1885 wurde Yokoyama Assistenz-Lehrer an der Städtischen Schule für Kunst und Kunsthandwerk Kyōto. Er nutzte den Aufenthalt dort, um alte Bilder zu kopieren und um, zusammen mit Hishida Shunsō, die Klöster in der Umgebung von Kyōto aufzusuchen. 1896 kehrte er nach Tokio zurück und übernahm eine Stelle als Assistenz-Lehrer an seiner Ausbildungsstätte.
Im selben Jahr wurde die „Malerei-Gesellschaft Japan“ (日本絵画協会 Nihon kaiga kyōkai) gegründet. Auf deren erster Ausstellung erhielt er einen Preise für sein Bild „Selbstlosigkeit“ (無我, Muga; 1897) und zwei Jahre später für „Anhören der Predigt“ (聴講 Chōkō). – Als 1898 Tenshin verärgert die Kunsthochschule verließ, folgte er ihm und beteiligte sich an der Gründung von Tenshins privater Kunstschule, dem Nihon Bijutsuin. Sein Bild „Qu Yuan“ (1898,), das auf der ersten Ausstellung dieser Schule gezeigt wurde, machte ihn sofort bekannt. Es stellt, breit angelegt, den amtsenthobenen Qu dar, spielt offensichtlich auf den seinen Wirkungsort verlassenden Tenshin an.
Zusammen mit Shunsō entwickelte Taikan einen Stil, der traditionelle Malerei mit Elementen aus der europäischen Malerei verband. Er verwandelte dabei die üblicherweise klaren Konturen in der Bilddarstellung in verschwommene Umrisse. Diese Malweise, morotai (朦朧体) genannt, stieß dabei allerdings in der japanischen Kunstszene auf Kritik.
1903 bereiste Yokoyama zusammen mit Shunsō Indien. Im Jahr darauf reisten beide in die Vereinigten Staaten und Europa und kehrten erst 1905 zurück. 1906, als das Nihon Bijutsuin seinen Standort in Tōkyō aufgeben musste, gingen er, Shunsō und Shimomura Kanzan zusammen mit anderen nach Izura in der Präfektur Ibaraki, wo Tenshin ein Grundstück besaß. Dort malte die Gruppe trotz schlechter wirtschaftlicher Lage weiter. Auf der ersten, vom Kultusministerium organisierten staatlichen Kunstausstellung im Jahr 1907 zeigte Yokoyama „Schwimmende Laternen“ (流燈 Ryūtō; 1909), „Bergweg“ (山路 Yamaji; 1911;) und seine Version der „Acht Ansichten von Xiāoxiāng“ (1912), dem thematischen Vorbild für die Acht Ansichten des Biwa-Sees. Danach fungierte er gelegentlich als Juror für die Ausstellung; es war die Zeit, in der seine Anerkennung begann.
Als Tenshin 1913 starb, verlor Yokoyama ab 1914 bei der Bunten seine Position als Juror. Er seinerseits bemühte sich, zusammen mit seinen Freunden, das Nihon Bijutsuin zu reaktivieren, wenn auch nur als Ausstellungsstätte. Er blieb dann bis zu seinem Tode die treibende Kraft hinter dieser Einrichtung.
1929 wurde Yokoyama Mitglied im Salon France. 1930 reiste er als Delegierter zur Japanischen Kunstausstellung in Rom. 1931 beteiligte er sich an der Ausstellung japanischer Malerei in Berlin. Im selben Jahr wurde er Künstler am Kaiserhof (帝室芸妓院), 1933 erhielt er den Asahi-Preis, 1935 wurde er Mitglied der Akademie der Künste, und 1937 gehörte er zu den ersten, die den neu gestifteten Kulturorden erhielten. Für die Ausstellung Altjapanischer Kunst 1939 in Berlin schuf er das Ausstellungsplakat.
Yokoyamas Residenz am Rande des Shinobazu-Teiches in Ueno ist heute als Gedächtnisstätte mit einigen Bildern von ihm und seiner Bibliothek öffentlich zugänglich.

## Yokoyamas Bilderwelt
Yokoyama ist nicht auf einen durchgehenden Stil festlegbar. Begonnen hat er in der Hashimoto-Nachfolge und unter dem Einfluss Okakuras, der ihn zu einer Weiterentwicklung der traditionellen japanischen Malerei anregte. Damit war die Einbeziehung europäischer Malweisen mit der Verwendung der geometrischen Perspektive und der Schattengebung gemeint. Die Themenwahl blieb zunächst japanisch-chinesisch-geschichtlich beziehungsweise auf Landschaften beschränkt und das Format war die traditionelle Hängerolle. – Im Laufe der Zeit lockerte sich sein Stil, die Themen wurden vielseitiger, es entstanden auch Bilder aus seiner Lebensumgebung.
Bekannte Werke sind das Hängerollen-Paar „Schlachter und Prinz“ (遊刃有余地 Yūjin yochi ari), die 40 m lange Bildrolle „Strudel des Lebens“ (生々流転 Seisei ruten; 55 × 4070 cm); „Wasserfall“ (瀧 Taki), „Kirschblüte bei Nacht“ ({夜桜 Yo-sakura;), „Blumen auf den Feld“ (野の花 No no hana).
Yokoyama war in den dreißiger Jahren für ein starkes Japan und damit auch für die neuen Partner in Europa, Italien und Deutschland. So erhielt Mussolini ein Bild mit dem Titel „Stockrose“ (立葵 Tachi-aoi), und Hitler das Bild „Fuji in der Morgenröte“ (旭日霊峰 Asahi reihō). – In den Jahren des Pazifik-Kriegs und auch nach dem Kriege entstanden viele Bilder mit dem Berg Fuji als Symbol für das unvergängliche Japan.

## Bilder

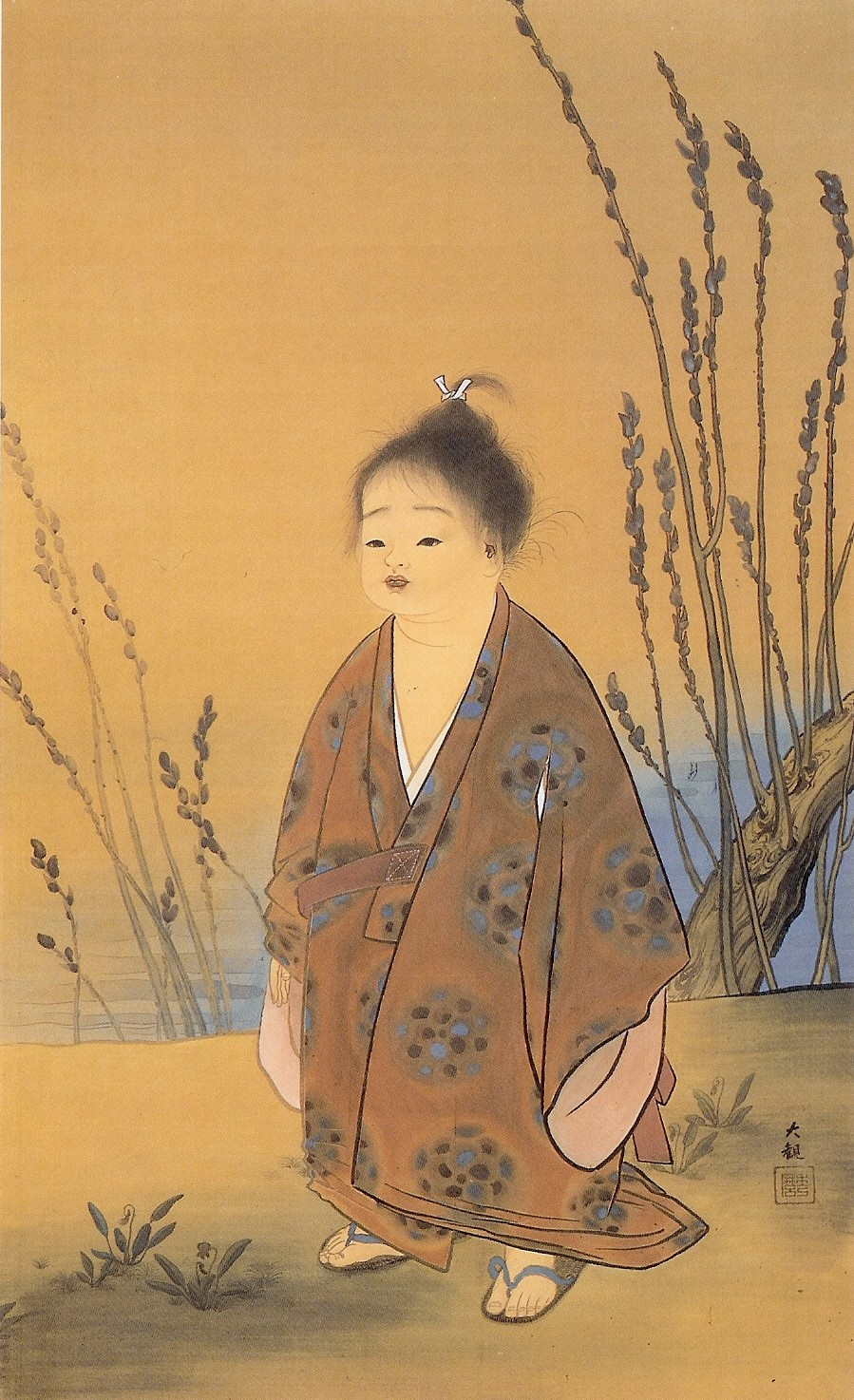
Muga, 1897
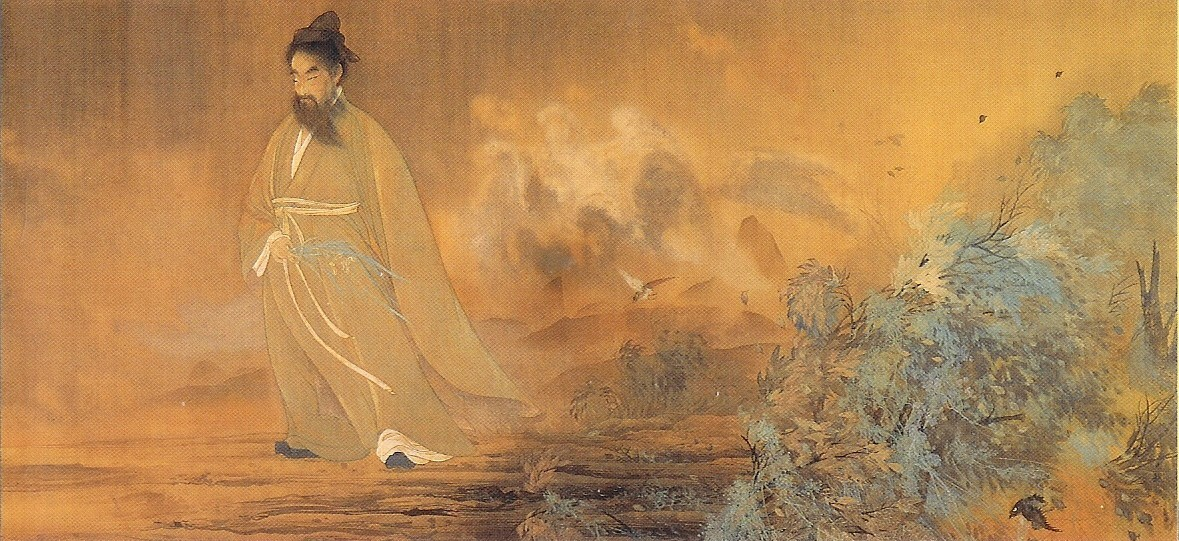
Qu Yuan, 1898
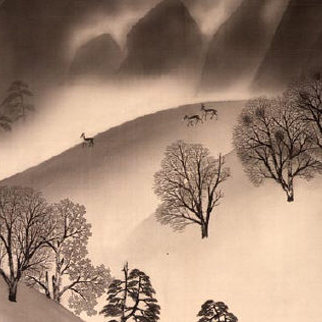
Strudel des Lebens (Kleiner Ausschnitt)
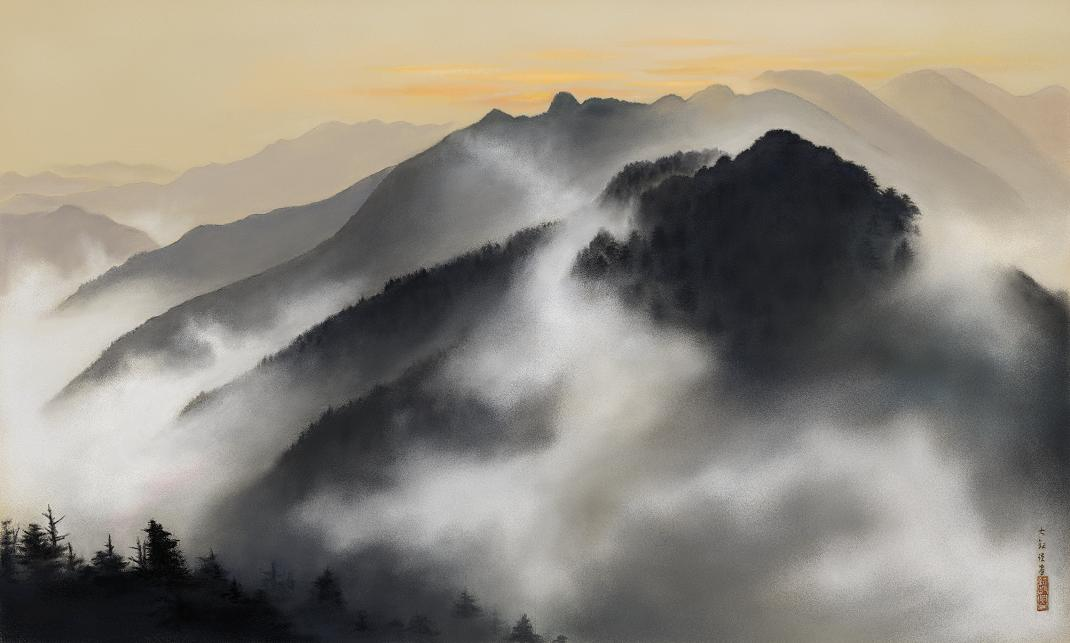
Bergwelt, 1928
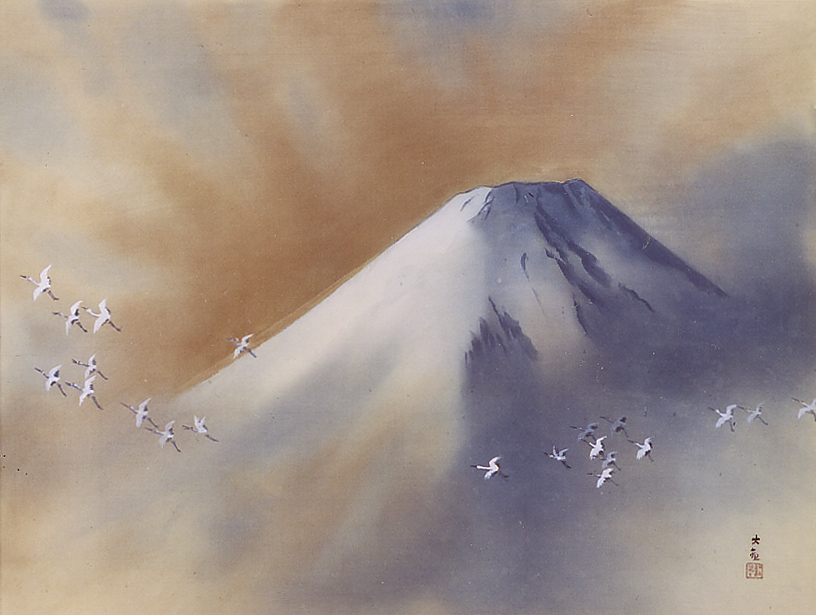
Berg Fuji